# George Garfield Hall
Pour les articles homonymes, voir George Hall et Hall.
George Garfield Hall, né le 5 mars 1925 à Belfast en Irlande du Nord et mort le 6 mai 2018, est un mathématicien appliqué et scientifique de renom, connu pour son travail original et ses contributions au champ de la chimie quantique.
Il découvrit de manière indépendante de Clemens C.J. Roothaan les équations de Roothaan-Hall. Il reçut un Ph.D. pour ce travail supervisé par John Lennard-Jones en 1950 à l'Université de Cambridge. Il donna des cours dans cette même université comme assistant de recherche en chimie théorique. Il fut élu au « Fellowship » au St John's College de Cambridge en 1953. De 1955 à 1962, il donna également des cours en mathématiques à l'Imperial College de Londres. En 1957-58, il passa une année avec Per-Olov Löwdin à Uppsala (Suède). Il devint professeur de mathématiques à l'Université de Nottingham en 1962. En 1982, il prit sa retraite anticipée de l'Université de Nottignham et fut promu professeur émérite. Il déménagea en 1983 à l'Université de Kyōto (Japon), puis retourna à Nottingham en 1988. Il collabora entre autres avec A.T. Amos, K. Collard et D. Rees.

Il fut professeur émérite et « Senior Research Fellow » au Shell Centre for Mathematical Education de l'université de Nottingham. Il est détenteur d'un Sc.D. de l'université de Cambridge et un diplôme d'ingénieur honoraire de l'université de Kyoto.

George Hall est membre de l'Académie internationale des sciences moléculaires quantiques.
Il est détenteur d'un doctorat honoris causa en sciences de l'université nationale d'Irlande à Maynooth.

## Livres
- Matrices and tensors, Pergamon, 1963.
- Applied Group Theory, Longman, 1965.
- Molecular Solid-State Physics, Springer, 1991.

## Source
- (en) Cet article est partiellement ou en totalité issu de l’article de Wikipédia en anglais intitulé « George G. Hall » (voir la liste des auteurs).